# Censo nicaragüense de 1971
El Censo de Población y Vivienda de Nicaragua de 1971 (o más conocido también como Censo de 1971) fue un censo de población que se realizó en Nicaragua el 1 de abril de 1971 durante el gobierno de Anastasio Somoza Debayle. Históricamente, este fue el sexto censo de población y el segundo censo de vivienda en toda la historia de Nicaragua.
Los resultados oficiales del censo mostraron que Nicaragua tenía un población de 1 877 952 habitantes para el año 1971 y una densidad poblacional de 15,6 hab/km².
| Población censada de Nicaragua por departamento en 1971 | Población censada de Nicaragua por departamento en 1971 | Población censada de Nicaragua por departamento en 1971 | Población censada de Nicaragua por departamento en 1971 | Población censada de Nicaragua por departamento en 1971 | Población censada de Nicaragua por departamento en 1971 |
| Puesto                                                  | Departamento                                            | Censo de 1971                                           | Censo de 1963                                           | Cambio                                                  |                                                         |
| ------------------------------------------------------- | ------------------------------------------------------- | ------------------------------------------------------- | ------------------------------------------------------- | ------------------------------------------------------- | ------------------------------------------------------- |
| 1.º                                                     | Managua                                                 | 485 850                                                 | 318 826                                                 | Crecimiento                                             |                                                         |
| 2.º                                                     | Matagalpa                                               | 168 139                                                 | 171 465                                                 | Decrecimiento                                           |                                                         |
| 3.º                                                     | León                                                    | 166 820                                                 | 150 051                                                 | Crecimiento                                             |                                                         |
| 4.º                                                     | Chinandega                                              | 155 286                                                 | 128 624                                                 | Crecimiento                                             |                                                         |
| 5.º                                                     | Zelaya                                                  | 145 508                                                 | 88 963                                                  | Crecimiento                                             |                                                         |
| 6.º                                                     | Masaya                                                  | 92 152                                                  | 76 580                                                  | Crecimiento                                             |                                                         |
| 7.º                                                     | Jinotega                                                | 90 640                                                  | 76 936                                                  | Crecimiento                                             |                                                         |
| 8.º                                                     | Estelí                                                  | 79 164                                                  | 69 257                                                  | Crecimiento                                             |                                                         |
| 9.º                                                     | Rivas                                                   | 74 129                                                  | 64 361                                                  | Crecimiento                                             |                                                         |
| 10.º                                                    | Carazo                                                  | 71 134                                                  | 65 888                                                  | Crecimiento                                             |                                                         |
| 11.º                                                    | Granada                                                 | 71 102                                                  | 65 643                                                  | Crecimiento                                             |                                                         |
| 12.º                                                    | Boaco                                                   | 69 187                                                  | 71 615                                                  | Decrecimiento                                           |                                                         |
| 13.º                                                    | Chontales                                               | 68 802                                                  | 75 575                                                  | Crecimiento                                             |                                                         |
| 14.º                                                    | Nueva Segovia                                           | 65 784                                                  | 45 900                                                  | Crecimiento                                             |                                                         |
| 15.º                                                    | Madriz                                                  | 53 423                                                  | 50 229                                                  | Crecimiento                                             |                                                         |
| 16.º                                                    | Río San Juan                                            | 20 832                                                  | 15 676                                                  | Crecimiento                                             |                                                         |
| Total                                                   | Nicaragua                                               | 1 877 952                                               | 1 535 589                                               | 342 363                                                 |                                                         |